# Honorius Augustodunensis
Honorius Augustodunensis, auch Honorius von Autun (* ca. 1080; † 1150 oder 1151) war ein Benediktinermönch und später Inkluse, er stammte vermutlich aus Irland. Er verfasste theologische, philosophische und enzyklopädische Schriften, Streitschriften zur Kirchenreform und biblische Kommentare.

## Leben
Es ist heute unklar, ob sich Honorius den Beinamen Augustodunensis selbst gegeben hat oder ob ihm dieser nachträglich zugeschrieben worden ist. Einige spärliche Angaben zu seinem Leben lassen sich in den Einleitungen seiner ca. 30 zum Teil unvollendeten Werke finden. Die aktuelle Forschung geht davon aus, dass Honorius ein gebürtiger Ire war, der in England geschult, in Frankreich fortgebildet und in der französischen Stadt Autun geweiht wurde.
Honorius kam im 12. Jahrhundert nach Deutschland, wo er sich am Kampf um die Gregorianischen Reformen beteiligte. Dazu verfasste er Streitschriften, die auf die bestehenden Missstände aufmerksam machen sollten. Sein Ziel war es vor allem, dem reformwilligen Klerus ein theologisches und philosophisches Grundwissen zu vermitteln. Dazu gehörten Themen wie Naturwissenschaft, Geschichte, Exegese, Liturgie, Dogmatik und Ethik.
Seine letzte Lebensphase verbrachte Honorius vermutlich als Inkluse des Klosters Weih St. Peter in Regensburg. Dort starb er im Jahre 1150 oder 1151.
Für seine Werke verwendete Honorius die Schriften bekannter Autoren wie Augustinus, Hieronymus, Gregor der Große, Amalarius von Metz, Isidor von Sevilla, Johannes Scotus und Anselm von Canterbury. Heute lassen sich mehr als 500 mittelalterliche Handschriften mit seinen Werken finden. Dies belegt, welche enorme Bedeutung seine Lehrbücher in Europa hatten.

## Die bedeutendsten Werke
- Elucidarium (Erleuchter), theologische Schrift, die um 1100 in Canterbury verfasst und in fast alle europäischen Sprachen, zuerst in das Angelsächsische, übersetzt wurde.
- Sigillum, entstand etwas später als das Elucidarium und stellt ein wichtiges Werk für die Exegese dar.
- Clavis physicae, stellt einen vereinfachten Auszug aus dem Werk De divisione naturae von Johannes Scottus Eriugena dar. Der Mensch wird in diesem Werk als Wesen zwischen Natur und Geist dargestellt.
- Gemma animae, behandelt die Kirche und die Liturgie. Das Werk stützt sich vor allem auf Isidor von Sevilla und Amalar von Metz.
- Sacramentarium, enthält ebenfalls Erklärungen zur Liturgie.
- De luminaribus ecclesiae, entstand um 1130 und enthält einen Auszug aus der christlichen Literaturgeschichte. Honorius stützt sich bei dem Werk u. a. auf Hieronymus, Gennadius, Isidor und Beda.
- Inevitabile seu de libero arbitrio (Über den freien Willen), wurde in England verfasst, die zweite Fassung entstand nicht vor 1109. Das Werk enthält einige Ideen aus dem Elucidarium und bezieht sich inhaltlich auf Augustinus und Anselm von Canterbury.
- Summa totius de omnimoda historia, stellt einen Abriss der Weltgeschichte von der Schöpfung bis hin zur Gegenwart dar. Das Werk entstand in Deutschland und fand in verkürzter Form Eingang in das dritte Buch des Werkes „Imago Mundi“. Später wurde das Werk durch Beda erweitert.
- Imago Mundi, entstand 1120 oder früher, stellt ein enzyklopädisches Werk dar und war Vorbild des französischen Werkes Image du monde des Walter von Metz.

Anmerkung: Die Werke sind chronologisch nach ihrer Entstehung geordnet.

### Elucidarium
Das Elucidarium ist eines der beiden populärsten enzyklopädisch-didaktischen Werke des Honorius. Darin vertritt er die Meinung, der Mensch sei aus den vier Elementen, Erde, Feuer, Wasser und Luft entstanden. Außerdem sei der Mensch ein Mikrokosmos und als dieser Teil des Makrokosmos, also des eigentlichen Weltalls. Der Kopf des Menschen sei auch deshalb kugelförmig, weil die ganze Welt kugelförmig sei. Mensch und Kosmos stehen also in einem Zusammenhang. Unter Kosmos versteht Honorius das Weltall und nicht nur die Erde.
Das Elucidarium besteht aus drei Büchern. Im ersten Buch werden Gott, die Erschaffung der Engel und Menschen, der Sündenfall, die Inkarnation und die Erlösung thematisiert. Das zweite Buch behandelt den Menschen zwischen Gut und Böse und die Sakramente der Kirche. Im dritten und letzten Buch wird die Eschatologie dargestellt.

#### Rezeption des Werkes
Dieses Werk hatte eine große Breitenwirkung. Es stellte ein populäres Handbuch für den niedrigen und weniger gebildeten Klerus dar. Die Vorstellungen Honorius’ im Elucidarium hatten also eine hohe Bekanntheit. Das Werk wurde ebenfalls vielfach rezipiert. Hier wäre beispielsweise das Buch Sidrach zu nennen, dessen Autor allerdings unbekannt ist. Es entstand nach dem Vorbild des lateinischen Elucidarium im 13. Jahrhundert und hatte einen religiös-enzyklopädischen Inhalt. Im Buch Sidrach wird die Erde mit einem Apfel verglichen. Diese Vorstellung war auch in anderen mittelalterlichen Texten zu finden. Beispiele für die Verbreitung dieser Vorstellung sind auch die Bezeichnung „Reichsapfel“ für die Insignien des Herrschers und der Name „Erdapfel“ für den ersten Globus des Martin Behaim aus dem Jahre 1492.

### Imago Mundi
Imago Mundi bedeutet wörtlich übersetzt ‚Weltbild‘. Dieser Begriff steht für die mentale Vorstellung der Menschen über das Aussehen der Erde im engeren und auch im weiteren Sinne. Dabei kann es sich um kosmographische Ideen handeln oder um die Weltanschauung im Allgemeinen. Imago mundi betiteln somit in der Regel schriftliche, aber auch graphische, kartografische oder bildliche Darstellungen der Welt. Der Begriff Imago Mundi fand im Mittelalter keine allzu häufige Verwendung. Zu nennen wären an dieser Stelle noch die Werke Ymaginis Mundi von Pierre d’Ailly und Image du Monde von Walter von Metz.
Die Imago Mundi des Honorius ist eine um 1120 entstandene enzyklopädische Chronik. Die Forschung vermutet, dass dieses Werk schon 1110 entstanden sein könnte, da diese Schrift Heinrich von Mainz als Grundlage für eine Weltkarte diente. Bis zum Jahr 1139 wurde das Werk von Honorius immer wieder überarbeitet. Er hat dabei weder eine Karte zu seinem Werk anfertigen lassen noch eine vergleichbare Quelle verwendet.
Die Imago Mundi des Honorius ist die Umsetzung einer Übersetzung des geografischen Weltbildes aus gelehrt-lateinischer in die nicht-lateinische Literatur. Das Werk war für den Quadriviumsunterricht an den Universitäten gedacht, welcher die Fächer Arithmetik, Geometrie, Musik und Astronomie beinhaltete. Zudem ist das Werk auch nur mäßig mit theologischen Aussagen durchsetzt. Die Imago Mundi des Honorius löste die Vorherrschaft der Etymologie Isidor de Sevillas als „Materialfundgrube“ ab und beherrschte das 12. und 13. Jahrhundert.

#### Rezeption des Werkes
Auch dieses Werk des Honorius wurde vielfach rezipiert. So sind aus dem 13. Jahrhundert französische, italienische und deutsche Weltbeschreibungen überliefert, denen die Imago Mundi des Honorius als Vorlage diente. Als Beispiele sind hier der mittelhochdeutsche „Lucidarius“ zu nennen, dessen Autor unbekannt ist und bei dem manche Kapitel wörtlich von Honorius übernommen wurden. Des Weiteren orientierten sich auch die Werke Weltchronik von Rudolf von Ems und Pierre de Beauvais Mappemonde an der Imago Mundi des Honorius. Außerdem wurde dieses Werk in viele Sprachen übersetzt. Ein Exemplar der Imago Mundi wurde sogar dem Salier Heinrich V. und seiner englischen Gemahlin Mathilde anlässlich ihrer Hochzeit gewidmet.

#### Vorläufer der „Imago Mundi“
Auch vor dem Werk des Honorius gab es schon Lehrwerke mit einem vergleichbaren Inhalt. Einige Geistliche des frühen Mittelalters waren bemüht, die Lehren aus den antiken Wissenschaften in die christliche Welt zu übertragen. Hier sollen nur einige Beispiele aufgeführt werden. Cassiodor, ein Klostergründer und -organisator, hat beispielsweise die erforderliche Elementarbildung für Mönche verfasst. Auch Isidor von Sevilla trug mit seinen Werken „Etymologiae“ und „De natura rerum“ zu einer wichtigen Wissensvermittlung bei. Ähnlich bedeutende Werke wurden von Beda und Hrabanus Maurus verfasst. Seit Orosius ist eine Verbindung von Geschichte mit Geographie üblich, welches auch bei Honorius zu finden ist.

#### Der Aufbau der Imago Mundi und das darin vermittelte Weltbild
Honorius machte in seiner Abhandlung die bewohnte und auch die unbewohnte Welt zum Gegenstand. Er verspricht dabei dem Leser eine Beschreibung von der Gestalt des ganzen Erdkreises. Diese Gestalt soll dem Leser somit vor Augen geführt werden und ihn im tiefsten Innersten erfreuen. Außerdem verspricht Honorius, dass sein Werk für die gesamte Welt geschaffen sei.
Die Imago Mundi des Honorius ist in drei Bücher unterteilt, welcher der Zusammenstellung von Fachgebieten aus dem Quadrivium entspricht. Imago Mundi erfasst für Honorius die Welt im Sinne von Kosmos. Zur Welt gehört für ihn nicht die Ökumene, sondern auch der Himmel, die Wetterbildung, Astronomie, Computus, Zeitrechnung und Geschichte.
- I. Kosmographie, Geographie, Meteorologie und Astronomie

In diesem Buch werden die Geographie und die Meteorologie nach Augustinus, Isidor von Sevilla, Beda Venerabilis, Orosius und Solinus beschrieben und die Astrologie nach Isidor von Sevilla und Gaius Iulius Hyginus.
- II. Chronologie und Komputistik (Berechnung des Jahreskalenders zur Bestimmung der Kirchenfeste)

Dieses Buch behandelt die Zeit nach Beda Venerabilis.
- III. Weltgeschichte

Dieses Buch enthält einen Abschnitt aus dem Werk Summa totius
Als Beispiele werden hier einige Kapitel aus dem ersten Buch vorgestellt.

##### De forma mundi (Die Gestalt der Welt)
In diesem Kapitel beschreibt Honorius die Gestalt der Welt. Die Welt und der Kosmos befänden sich in ständiger Bewegung. Außerdem sei die Welt rund wie ein Ball und nach Art des Eies aus unterschiedlichen Bestandteilen zusammengesetzt. Dieser Ei-Vergleich beruht nicht auf dem sphärischen Weltbild des Ptolemäus, sondern auf der mittelalterlichen Elementenlehre. Die vier Abschnitte des Weltalls werden also den vier Elementen zugeordnet, und dies wird dann mit dem Aufbau eines Eies verglichen. Honorius vergleicht den Himmel (coelum = Wasser) mit der Schale (testa), den Äther (purus aeter = Feuer) mit dem Eiweiß (album), die Luft (aer = Luft) mit dem Dotter (vitellum) und die Erde (terra = Erde) mit dem Fetttröpfchen (gutta pinguedinis).
Dieser Ei-Vergleich ist auch noch bei anderen Autoren des Mittelalters zu finden, zum Teil aber in abgeänderter Form. Dieses Gleichnis von der Erde und dem Kosmos mit dem Dotter im Ei ist allerdings keine mittelalterliche Erfindung. Es geht vielmehr auf die griechische Kosmologie zurück. Die Auffassung der Eiförmigkeit des Himmelsgewölbes war schon seit Aristoteles (4. Jahrhundert v. Chr.) bekannt.

##### De forma terrae (Die Gestalt der Erde)
Honorius geht in diesem Kapitel auf die Gestalt der Erde ein. Die Erde sei rund und als „orbis“, also als „Erdkreis“ gekennzeichnet. Das Aussehen der Erde beschreibt Honorius so, dass sie aus der Luft aussehen würde wie eine Hand, die einen Ball hält. Die Finger der Hand würden demnach die großen Gebirge und die tiefen Täler darstellen. Den Umfang der Erde gibt Honorius mit 180.000 Stadien an. Die Erde sei von einem Ozean umgeben und sei so überall mit Feuchtigkeit versorgt. Der Mittelpunkt des Kosmos sei auch zugleich das Zentrum der Erde, welches nicht durch eine Stütze, sondern durch die Macht Gottes aufrechtgehalten werde.

##### De quinque zonis (Die fünf Zonen)
Honorius unterteilt die Erdkugel in diesem Kapitel in fünf Zonen bzw. Klimagürtel. Er gibt dabei an, dass die äußeren Bereiche an den Polen wegen extremer Kälte und die mittleren wegen extremer Hitze unbewohnbar seien. Dazwischen befänden sich aber noch jeweils zwei besiedelbare Gürtel.

##### De III. partibus (Die drei Teile/Dreiteilung)
Honorius unterteilt in diesem Kapitel die Ökumene in drei Teile, die durch das Mittelmeer gegliedert sind. Diese drei Teile entsprechen den drei im Mittelalter bekannten Kontinenten Asien, Europa und Afrika. Asien reiche von Norden über Osten nach Süden, Europa von Westen nach Norden, Afrika von Süden nach Westen. Honorius schildert damit die Merkmale der sogenannten TO-Karte. Bei diesem Kartentypus stellt das O den Ozeanrahmen dar, da die Welt von Wasser umgeben ist, und das T die Gewässer (Don, Mittelmeer und Nil), die die Kontinente voneinander trennen. So ist Asien durch Don und Nil begrenzt, Europa und Afrika werden durch das Mittelmeer getrennt.